# Barrington Bailey
Pour les articles homonymes, voir Bailey.
	Barrington Bailey, né le 22 janvier 1978,, est un coureur cycliste jamaïcain.

## Biographie
En 2022, il se distingue en devenant champion de Jamaïque sur route, à Ocho Rios. La même année, il représente son pays aux championnats de la Caraïbe. Il remporte ensuite un nouveau titre national dans le contre-la-montre en juin 2023. 

## Palmarès
- 2021
  - 3e du championnat de Jamaïque du contre-la-montre
- 2022
  -  Champion de Jamaïque sur route
  - 3e du championnat de Jamaïque du contre-la-montre
- 2023
  -  Champion de Jamaïque du contre-la-montre
  - 2e du championnat de Jamaïque sur route
- 2024
  - 3e du championnat de Jamaïque sur route
- 2025
  - 3e du championnat de Jamaïque du contre-la-montre